# Jurij Zdovc
Jurij „Jure“ Zdovc (* 13. Dezember 1966 in Maribor, SR Slowenien) ist ein slowenischer Basketballtrainer und ehemaliger -spieler. Als Spieler gewann Zdovc im Zeitraum 1984 bis 2003 mit der jugoslawischen Auswahl 1990 die Weltmeisterschaft und zwei Europameisterschaften sowie 1988 die Silbermedaille bei den Olympischen Spielen. Zudem gewann er mit CSP Limoges 1993 den Europapokal der Landesmeister. In seiner Karriere als Trainer (seit 2003) gewann Zdovc bisher je eine Meisterschaft in Slowenien und Bosnien-Herzegowina.

## Spielerkarriere
1983 gewann Zdovc mit der jugoslawischen Kadettennationalmannschaft, unter anderem an der Seite von Luka Pavićević und Žarko Paspalj, die Europameisterschaft dieser Altersklasse und wechselte anschließend vom Basketballverein Comet aus Slovenske Konjice, wo er das Basketballspielen erlernt hatte, zum slowenischen Spitzenverein KK Union Olimpija in die Hauptstadt Ljubljana der damaligen Teilrepublik. Dort spielte er bis 1991, dem Jahr, in dem die Jugoslawienkriege ausbrachen. Mit der jugoslawischen Nationalmannschaft gewann Zdovc in dieser Zeit bei den Olympischen Spielen 1988 die Silbermedaille, als man der sowjetischen Auswahl im Endspiel unterlag. Bei den folgenden Europa- und Weltmeisterschaften spazierte man beinahe zum Turniersieg. Bis auf eine Vorrundenniederlage bei der WM 1990 gegen Puerto Rico gewann man alle Spiele bei EM 1989, WM 1990 und EM 1991 mit mindestens sieben Punkten Vorsprung. Die EM 1991 wurde das letzte gemeinsame Turnier einer jugoslawischen Auswahl, da in Slowenien der Unabhängigkeitskrieg ausbrach. Zdovc wurde von der slowenischen Regierung gezwungen, die EM 1991 in Rom vor dem Halbfinale abzubrechen. Anschließend blieb er in Italien und wechselte zu Virtus Bologna in die Serie A1.
Nach einem Jahr wechselte Zdovc 1992 zum französischen Verein Cercle Saint-Pierre in Limoges. Der Verein hatte zuvor den serbischen Erfolgstrainer Božidar Maljković verpflichtete, der mit KK Split zweimal Europapokalsieger der Landesmeister geworden war. In der Mannschaft mit unter anderem Michael Young, Jim Bilba und Richard Dacoury gewann der Verein überraschend den Europapokal der Landesmeister im Endspiel gegen Benetton Treviso, was den ersten Titelerfolg einer französischen Vereinsmannschaft in der höchsten europäischen Spielklasse darstellte. Kennzeichen der Mannschaft war eine außergewöhnlich starke Verteidigung, so wurde beim Final-Four-Turnier des mittlerweile Euroleague genannten Wettbewerbs, an dem dann auch der französische Vizemeister Limoges teilnahm, sowohl Real Madrid um Arvydas Sabonis im Halbfinale als auch Treviso um Toni Kukoč im Finale auf nicht mehr als 55 Punkten gehalten. Zudem gewann man die französische Landesmeisterschaft in einer Finalrevanche gegen Titelverteidiger EB Pau-Orthez. Im Sommer 1993 absolvierte Zdovc dann ein Probetraining beim NBA-Klub New York Knicks. Nachdem sich dieser Verein nicht zu einer Verpflichtung des Slowenen entschloss, wechselte Zdovc in die griechische Liga A1 Ethniki zu Iraklis Thessaloniki.
Mit Iraklis Saloniki erreichte Zdovc 1994 das griechische Pokalendspiel sowie 1995 das Halbfinale im Europapokal der Pokalsieger. In der Saison 1995/96 verletzte sich Zdovc längerfristig. Nach finanziellen Schwierigkeiten des Vereins verließ er diesen im Dezember 1996 und wechselte nach Frankreich zurück. Er schloss sich Paris Basket Racing an, wo er wieder mit dem mittlerweile 37-jährigen Dacoury zusammenspielte und 1997 die französische Meisterschaft gewann. Trainer Maljković wechselte zur folgenden Saison ebenfalls nach Paris, doch Zdovc nahm ein Angebot vom türkischen Verein Tofaş SK Bursa an, für den er zu Beginn der Saison 1997/98 nur zwei Spiele bestritt, bevor er sich erneut schwer verletzte und den Rest der Spielzeit als Assistenztrainer bei seinem Stammverein aus Slovenske Konjice arbeitete.
Nachdem er schon von seiner Spielerkarriere hatte zurücktreten wollen, wurde er von seinem ehemaligen Trainer bei Olimpija, Zmago Sagadin, zum Weitermachen überredet. Ab 1998 stand er zwei Spielzeiten beim KK Union Olimpija unter Vertrag, mit dem er 1999 das slowenische Double sowie 2000 die Titelverteidigung im slowenischen Pokalwettbewerb feierte. 1999 nahm er an seiner vierten EM-Endrunde mit der slowenischen Nationalmannschaft teil. Zwar hatte man sich regelmäßig seit der Trennung von Jugoslawien für die Endrunden der kontinentalen Titelkämpfe qualifizieren können, doch erreichte man nie das Viertelfinale bei diesen Austragungen. Nach einer weiteren Spielzeit in Griechenland in der Saison 2000/01 bei Panionios in Athen gewann Zdovc mit KK Union Olimpija 2002 erneut das Double in Slowenien sowie die Meisterschaft der erstmals ausgetragenen Adria-Liga. Die folgende Spielzeit 2002/03 begann er beim Lokalrivalen KD Slovan, den er nach finanziellen Schwierigkeiten im Dezember 2002 verließ und die Spielzeit beim kroatischen Traditionsverein KK Croatia Osiguranje aus Split weiterspielte. Mit diesem Verein gewann er zum Abschluss seiner Spielerkarriere 2003 die kroatische Meisterschaft.

## Trainerkarriere
Nach dem Ende seiner Spielerkarriere wurde Zdovc im November 2003 zunächst Trainerassistent beim größten nationalen Rivalen von KK Union Olimpija, dem KK Krka aus Novo mesto. Bereits im Dezember 2003 verpflichtete ihn KK Split, wo er seine Spielerkarriere beendet hatte, als hauptamtlichen Trainer. Mit den Kroaten gewann er 2004 den nationalen Pokalwettbewerb. Für die folgende Saison wurde er von KD Slovan verpflichtet, doch im Dezember 2004 trennte man sich bereits wieder. Ein Jahr später wurde er erneut Trainer eines Vereins, für den er auch als Spieler tätig gewesen war, und übernahm im Dezember 2005 die Geschicke von Iraklis Thessaloniki in Griechenland. Zdovc gelang es nicht, die Mannschaft sportlich zu stabilisieren, die am Ende der Saison als Vorletzter aus der ersten Klasse abstieg, und wurde im April 2006 wieder entlassen. In der folgenden Spielzeit arbeitete er als Sportdirektor bei KK Union Olimpija.
In der Spielzeit 2007/08 war Zdovc Trainer des traditionsreichen Vereins KK Bosna Sarajevo und gewann mit dieser Mannschaft 2008 den Meistertitel in Bosnien-Herzegowina. Im zweitwichtigsten europäischen Vereinswettbewerb ULEB Cup musste er als Trainer mit erleben, wie seine Mannschaft in einem unvergesslichen Spiel nach fünf Verlängerungen beim deutschen Vertreter Alba Berlin mit 127:141 verlor. Trotzdem setzten sich die Bosnier in der Vorrunde durch, schieden jedoch in der nächsten Runde gegen den spanischen Vertreter CB Gran Canaria aus. Im Dezember 2008 wurde er Trainer von KK Union Olimpija und gewann 2009 auf Anhieb das Double in Slowenien. Bei der EM 2009 war er Trainer der slowenischen Auswahl. Nachdem sich die Nationalmannschaft bei den beiden vorangegangenen Titelkämpfen jeweils immer überzeugend für das Viertelfinale qualifiziert hatte, dort dann aber gescheitert war, führte Zdovc die Auswahl diesmal sogar bis ins Halbfinale, wo die Mannschaft den Serben unterlag, die man in der Vorrunde noch besiegt hatte. Die Serben ereilte im Endspiel ein ähnliches Schicksal, wo sie gegen die Spanier verloren, die sie wiederum in der Vorrunde besiegt hatten, während Slowenien das Spiel um die Bronzemedaille knapp mit einem Punkt gegen Griechenland verlor.
Nach dem Turnier gab Zdovc das Traineramt der Nationalmannschaft an Memi Bečirovič weiter. In den beiden darauffolgenden Spielzeiten bei KK Union Olimpija konnte man zwar jeweils den nationalen Pokal verteidigen, aber verlor jeweils in der Meisterschaftsfinalserie gegen KK Krka. In der EuroLeague-Spielzeit 2010/11 erreichte man die Zwischenrunde der 16 besten Mannschaften, nachdem man in den beiden vorangegangenen Spielzeiten noch chancenlos in der Vorrunde ausgeschieden war. Zdovc trat von seinem Amt als Trainer bereits nach der Niederlage vor heimischem Publikum im Adria-Liga-Finale gegen KK Partizan Belgrad im April 2011 zurück.
Zur Saison 2011/12 übernahm Zdovc das Traineramt beim BK Spartak Sankt Petersburg in Russland. Im Eurocup, wie der ULEB Cup mittlerweile hieß, erreichte er mit seiner Mannschaft 2012 das Final-Four-Turnier, wo man im Halbfinale gegen den Gastgeber und russischen Konkurrenten BK Chimki, der später auch den Titel gewann, verlor und am Ende Vierter wurde. Für diese Leistungen wurde Zdovc als „Trainer des Jahres“ in diesem Wettbewerb ausgezeichnet. In der russischen Meisterschaft verpasste man als Hauptrunden-Fünfter wegen des schlechteren direkten Vergleichs gegenüber Lokomotive Kuban Krasnodar den Einzug in die Meisterschafts-Play-off der besten vier Mannschaften. In der osteuropäischen VTB United League scheiterte man 2012 in den Viertelfinal-Play-offs gegen denselben Gegner am Einzug ins Final-Four-Turnier dieses Wettbewerbs. In der folgenden Saison wurde Zdovc nach dem Ausscheiden im Viertelfinale des Eurocup gegen BK Budiwelnik Kiew und einem eher durchschnittlichen Abschneiden in VTB United League und PBL Anfang April 2013 als Trainer entlassen. In der Saison 2013/14 übernahm Zdovc in der Türkiye Basketbol Ligi den Posten als Trainer von Royal Halı aus Gaziantep und blieb bis 2015.
Am 20. Dezember 2015 unterschrieb er einen Dreijahresvertrag mit dem griechischen Erstligisten AEK Athen, wurde aber im März 2017 entlassen, nachdem seine Mannschaft ein FIBA-Champions-League-Spiel 2016/17 gegen den französischen Erstligisten AS Monaco verloren hatte.
Am 14. Juni 2017 wurde Zdovc zum Cheftrainer des kroatischen Klubs Cedevita Zagreb ernannt, wo er Veljko Mršić in diesem Amt ablöste, aber am 6. Juni 2018 wieder entlassen wurde. In der Saison 2020/2021 war Zdovc als Cheftrainer der Levallois Metropolitans in der französischen LNB Pro A tätig.
Im Oktober 2021 wurde er als Nachfolger des Österreichers Martin Schiller Trainer der litauischen Spitzenmannschaft Žalgiris Kaunas (ebenfalls EuroLeague-Teilnehmer). Zdovc blieb bis Mitte April 2022 Trainer in Kaunas, als er entlassen wurde. Im Sommer 2023 trat er das Traineramt bei Bursaspor in der Türkei an. Mitte Januar 2024 trennte man sich wieder.
Anfang Juli 2025 gab PAOK Thessaloniki aus Griechenland die Verpflichtung des Slowenen bekannt.

### Nationaltrainer
2008 wurde Zdovc für ein Jahr zum Cheftrainer der slowenischen Herren-Nationalmannschaft ernannt. Er führte Slowenien bei der Europameisterschaft 2009 auf den vierten Platz. 2014 kehrte Zdovc ins Amt des slowenischen Nationaltrainers zurück, er unterschrieb einen Dreijahresvertrag. Er betreute Slowenien bei der Weltmeisterschaft 2014 und bei der Europameisterschaft 2015.